# Annamay Pierse
Annamay Pierse (née le 5 décembre 1983 à Toronto) est une nageuse canadienne. 

## Carrière
Ayant commencé sa carrière internationale en 2002 à l'occasion des Jeux du Commonwealth, elle s'illustre pour la première fois en 2007 aux Jeux panaméricains disputés à Rio de Janeiro où elle gagne trois médailles d'argent (100 et 200 m brasse et relais 4 x 100 m quatre nages).
L'année suivante, elle participe aux Jeux olympiques de Pékin se classant sixième de la finale du 200 mètres brasse. En 2009, elle bat dans un premier temps le record du monde du 200 mètres brasse en petit bassin en 2 min 17 s 70, améliorant de 5 centième l'ancien record de Leisel Jones. Ensuite, lors Championnats du monde de Rome, la Canadienne s'empare du record du monde du 200 m brasse en grand bassin qui appartenait à Rebecca Soni à l'occasion des demi-finales, puis obtient la médaille d'argent en finale derrière la surprise serbe Nadja Higl.

## Palmarès

### Championnats du monde
- Championnats du monde 2009 à Rome (Italie) :
  -  : médaille d'argent au 200 m brasse

### Championnats pan-pacifiques
- Championnats pan-pacifiques 2010 à Irvine (États-Unis) :
  -  : médaille de bronze au 200 m brasse

### Jeux panaméricains
- Jeux panaméricains 2007 à Rio de Janeiro (Brésil) :
  -  : médaille d'argent au 100 m brasse
  -  : médaille d'argent au 200 m brasse
  -  : médaille d'argent au relais 4 x 100 m quatre nages

### Jeux du Commonwealth
- Jeux du Commonwealth 2010 à Delhi (Inde) :
  -  : médaille de bronze au relais 4 x 100 m quatre nages